# یگان حفاظت منابع طبیعی

نشان یگان حفاظت

یگان حفاظت منابع طبیعی یکی از زیر مجموعه‌های پلیس پیشگیری فراجا است که با درخواست و تأمین بودجه از سوی سازمان جنگل‌ها، مراتع و آبخیزداری کشور و با تصویب ستاد کل نیروهای مسلح از اواخر سال ۱۳۸۴ رسماً تشکیل شد. هدف از تأسیس این یگان دفاع مؤثرتر از جنگل‌ها و منابع طبیعی کشور خصوصاً با توجه به حملات متعدد و قتل محیط‌بانان و جنگل‌بانان توسط سودجویان، قاچاقچیان چوب و شکارچیان غیرمجاز بود. ( کشته شدن جنگلبانان و محیط بانان ) فرماندهی این یگان بر عهده سرهنگ علی ملکی آهنگران است.

## اهداف یگان حفاظت
1. افزایش اثر بخشی فعالیت‌های سازمان
2. تقویت و عمومیت بخشیدن رفتارهای قانونمند در عرصه‌های منابع طبیعی
3. تعمیم و گسترش اندیشه و رفتارهای حفاظتی در پیکره سازمان متبوع و جامعه
4. سرعت بخشیدن به اجرای احکام و مقررات حفاظتی سازمان
5. تقویت برنامه‌های پیشگیری و کاهش پرونده‌های متشکله از طریق اجرای اقدامات بازدارنده
6. بالا بردن ضریب حفاظت از منابع طبیعی و انفال
7. خود باوری همکاران حفاظتی خصوصاً در عرصه‌ها و هنگام برخورد با متخلفین

## مأموریت‌ها و وظایف یگان حفاظت بر اساس دستورالعمل‌های مصوب
- حفاظت از عرصه و اعیان منابع طبیعی از طریق اجرای مقررات موضوعه بر اساس طرح‌ها و دستورالعمل‌های مربوطه
- گشت و مراقبت و اقدامات پیشگیرانه و اطلاع‌رسانی به موقع به منظور حفظ و حراست از عرصه و اعیان منابع طبیعی
- کنترل بهره‌برداری از عرصه و اعیان منابع طبیعی طبق قوانین موضوعه
- اتخاذ تدابیر تمهیدات و اقدامات لازم به منظور جلوگیری و مقابله با جرایم مرتبط با وظایف قانونی سازمان
- جلوگیری از تردد و چرای غیرمجاز دام در عرصه و اعیان منابع طبیعی طبق قوانین و مقررات مربوطه
- بازرسی و کنترل محموله‌های جنگلی و مرتعی و کشف محموله‌های قاچاق غیرمجاز در معابر، جنگل‌ها و محورهای مواصلاتی با هماهنگی ناجا
- بازرسی مستمر کارگاه‌های چوب‌بری و کارخانجات صنایع چوب بر اساس تبصره ۳ ماده ۵۴ قانون حفاظت و بهره‌برداری از جنگل‌ها و مراتع
- اتخاذ تدابیر اجرایی و اقدامات پیشگیرانه، پیش آگاهی، کشف و تعقیب جرم و مجرم مرتبط با مأموریت یگان در چهار چوب قوانین موضوعه
- تشکیل پرونده قضایی متخلفین، قاچاقچیان و متجاوزین به عرصه و اعیان منابع طبیعی و جرایم مشهود برابر قوانین حفاظت و بهره‌برداری از جنگل‌ها و مراتع، ارجاع و اعزام به مراجع قضایی
- اتخاذ تدابیر اجرایی و اقدامات پیشگیرانه، پیش آگاهی و همکاری در کشف و اطفاء حریق و امور امدادی و مردم یاری به هنگام بروز سوانح غیر مترقبه در عرصه‌های منابع طبیعی با هماهنگی واحدهای ذیربط
- انجام وظائف قانونی در مقام ضابط خاص دادگستری در حوزه مأموریت و در حدود وظایف مطابق ماده ۱۵ قانون آیین دادسری کیفری مصوب ۱۳۷۸/۶/۲۸ و مواد بعدی آن قانون
- مساعدت و همکاری با عوامل انتظامی محل مأموریت در کشف جرائم
- اجرای تصمیمات، آراء و احکام مراجع اداری و قضایی صادره در خصوص پرونده‌های مرتبط با تخلفات و جرائم در عرصه و اعیان منابع طبیعی
- برقراری تعامل با مراجع نظامی، انتظامی، قضایی و سایر دستگاه‌ها به منظور اجرای بهینه وظایف و مأموریت‌های یگان با هماهنگی سازمان
- جمع‌آوری اطلاعات انتظامی توسط یگان و هماهنگی و همکاری متقابل با ناجا و حراست سازمان متبوع جهت جمع‌آوری اخبار و تولید اطلاعات مورد نیاز در راستای انجام بهینه وظایف آنها
- انجام اقدامات لازم برای حفاظت اماکن سازمان و نظارت و کنترل بر ورود و خروج اشیاء و اموال سازمان به منظور حصول اطمینان از برقراری حفاظت بر اساس دستورالعمل‌های صادره
- انجام مأموریت‌ها و وظایفی که در شرایط غیرعادی در امور امنیتی و انتظامی از سوی ناجا ابلاغ می‌شود
- تهیه و تدوین طرح توزیع تسلیحات و تجهیزات انتظامی و مخابراتی برابر مواد مصوب سازمان و ارائه آن به ناجا جهت سیر مراحل تصویب با هماهنگی واحدهای ذیربط
تبصره: یگان حفاظت مجاز است جهت انجام وظایف خود با هماهنگی مدیر کل منابع طبیعی استان پایگاه ویژه حفاظت از منابع طبیعی دایر نماید.

## درجه‌های یگان حفاظت از منابع طبیعی کشور
| محافظ | محافظ یکم | محافظ دوم | حافظ | حافظ یکم | حافظ دوم | حافظ سوم | سرپاسیار یکم | سرپاسیار دوم | پاسیار یکم | پاسیار دوم |
| ----- | --------- | --------- | ---- | -------- | -------- | -------- | ------------ | ------------ | ---------- | ---------- |
|       |           |           |      |          |          |          |              |              |            |            |